# The Underground Youth
"The Underground Youth" (англ. — «підпільна молодь») — британський рок-гурт із Манчестера. Гурт заснований в 2008 році Крейгом Дайером. Перші альбоми були прикладами психоделічного року, пост-панку та, іноді, шугейзу. З часом гурт став експериментувати зі звучанням і в останньому на 2023 рік альбомі The Falling(англ. - "падіння") прийшов до баладних звучань.
Дебютний альбом «Morally Barren» вийшов в 2009 році. 
В 2018 році гурт виступав в київському арт-просторі Mezzanine.

## Дискографія
- Morally Barren (2009)
- Voltage (2009)
- Mademoiselle (2010)
- Sadovaya (2010)
- Delirium (2011)
- Low Slow Needle (2011)
- The Perfect Enemy For God (2013)
- Beautiful & Damned (2014)
- A Lo-fi Cinematic Landscape (2015)
- Haunted (2015)
- What Kind of Dystopian Hellhole Is This? (2017)
- Montage Images Of Lust & Fear (2019)
- The Falling (2021)